# Doktersrecept

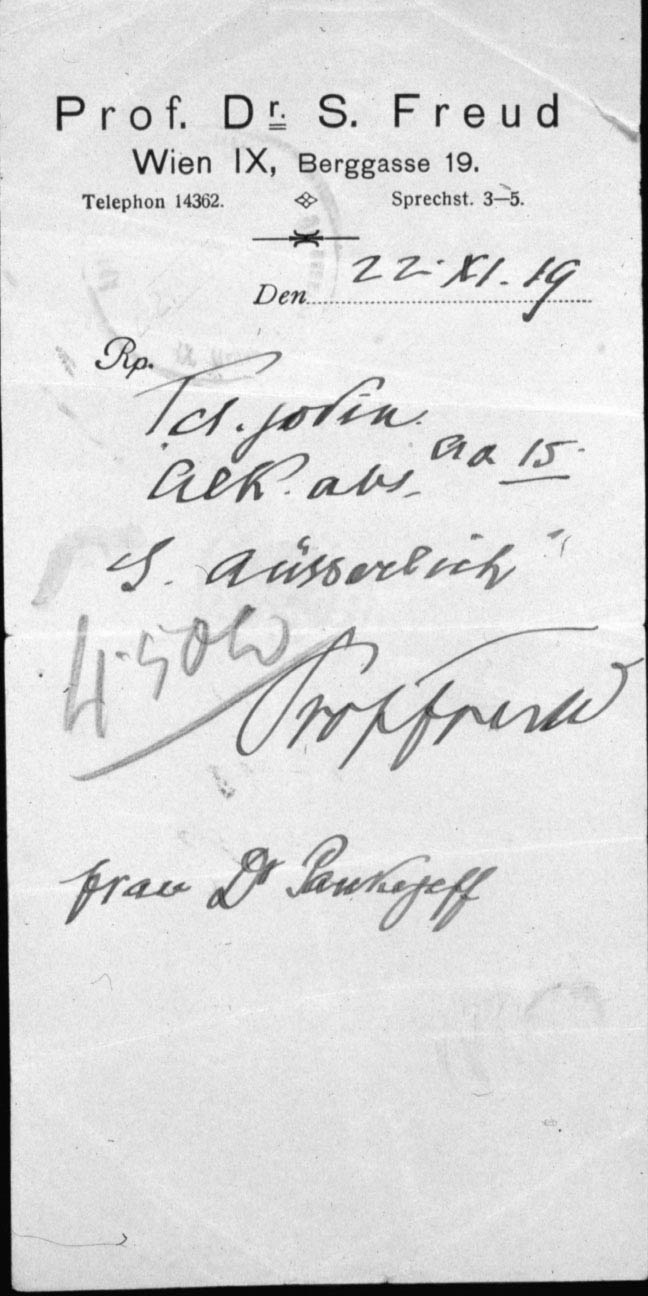
Handgeschreven recept van Sigmund Freud

Een doktersrecept of doktersvoorschrift is een schriftelijk verzoek van een arts aan een apotheker voor de aflevering van geneesmiddelen aan een patiënt. Naast naam- en adresgegevens van de arts, de naam en (soms ook) adresgegevens van de patiënt, bevat het recept de gegevens over het gebruik, de hoeveelheid en sterkte van de af te leveren medicijnen.
Veel medicijnen (in Nederland de UR-geneesmiddelen) zijn niet zonder doktersrecept verkrijgbaar. Het recept kan echter ook medicijnen vermelden die vrij verkrijgbaar zijn. Hierbij kan ook gedacht worden aan verband en andere medische hulpmiddelen en artikelen. In het laatste geval neigt het recept naar een boodschappenlijst, ofschoon het niet zozeer een geheugensteun betreft, doch een eenduidige instructie aan de patiënt.
Een doktersrecept kan voor een gelimiteerde of ongelimiteerde periode geldig zijn. Gedurende die periode kan het zijn dat de patiënt meerdere malen dezelfde geneesmiddelen nodig heeft. In dit geval wordt van "herhaalrecept" gesproken.
Een herhaalrecept wordt vooral toegepast bij medicijnen zoals de anticonceptiepil en medicijnen tegen bijvoorbeeld:
- hoge bloeddruk
- diabetes
- astma
- allergie
- eczeem
- reumatoïde artritis

Een recept begint doorgaans met de afkorting "R/" (van het Latijnse "recipe" oftewel "neem") hetgeen gevolgd wordt door de naam van het medicijn met daarachter de dosering, vaak in milligram (het gramteken wordt vaak achterwege gelaten). Aangezien de meeste medicijnen tegenwoordig bij de apotheek uit voorraad en op de juiste dosering leverbaar zijn, wordt nog zelden een bereidingswijze vermeld.
Daaronder volgt het vereiste gebruik van het medicijn en datgene wat op het etiket moet verschijnen hetgeen voorafgegaan wordt door "S." (van het Latijnse Signa oftewel "schrijf" (op het etiket)). Hierbij wordt wederom gestandaardiseerde vaktaal gebezigd (veelal in Latijn).
De hoeveelheid wordt vermeld als aantal (pillen, dragees, poeders enz.) en gewicht per stuk (veelal in milligram, waarbij het gramteken achterwege worden gelaten). Uiteindelijk wordt door de apotheek een aantal gegevens over het te leveren medicijn op een etiket geplaatst ten behoeve van de patiënt.
Een apotheker mag niet zonder overleg met de arts of specialist van de patiënt die het medicijn voorgeschreven krijgt, van het recept afwijken. Indien van het recept afgeweken moet worden, dan dient hij eerst de betreffende (huis)arts of specialist te raadplegen alvorens tot verstrekking over te gaan.
Van een apotheker wordt verlangd dat hij bekend is met de werking van het medicijn en dat hij het recept op juistheid kan beoordelen, zodat bij gerede twijfel altijd de juiste beslissing genomen wordt.

## Elektronisch voorschrift
In België werd op 1 januari 2017 het elektronisch voorschrift ingevoerd. Hierbij wordt het voorschrift op een computer ingegeven, en wordt een barcode afgedrukt. Met deze barcode kan de patiënt het recept in de apotheek afhalen. Vanaf 1 januari 2020 is het elektronisch voorschrift verplicht en mogen er geen medicijnen meer voorgeschreven worden op een briefje, met uitzondering van huisbezoeken of in geval van overmacht. Toch waarschuwden in februari 2023 huisartsen voor fraude met de voorschriften: bedriegers zouden zich telefonisch voordoen als apotheker, om zo – meestal verslavende – medicatie te bemachtigen.
Dit elektronisch medisch voorschrift kan evenwel niet in de andere Europese landen gebruikt worden, wat wel met het papieren voorschrift mogelijk was. Om het recept in het buitenland te kunnen gebruiken moet men dit vooraf aan de voorschrijvende arts melden, die dan alsnog een papieren voorschrift kan opmaken. Een kopie van het elektronische voorschrift is niet mogelijk omdat dan in feite twee voorschriften zouden bestaan, die elk apart kunnen opgehaald worden, wat niet de bedoeling kan zijn.

## Brilrecept
Een oogarts of optometrist kan een brilrecept aan de patiënt geven waarop de sterkte van de brillenglazen wordt vermeld. Dit formulier is bestemd voor de opticien en is in die zin als doktersrecept te beschouwen.

## Termen en afkortingen op een doktersrecept
Hieronder volgt een niet-limitatieve lijst van termen en afkortingen van Latijnse termen die op een doktersrecept kunnen staan:
| Afkorting              |                          | Betekenis                                                                                           |
| ---------------------- | ------------------------ | --------------------------------------------------------------------------------------------------- |
| a.a                    | ana partes aequales      | van elk gelijke delen                                                                               |
| a.c.                   | ante coenam              | voor de maaltijd                                                                                    |
| ad                     |                          | tot                                                                                                 |
| ad lib.                | ad libitum               | naar believen (zoveel verstrekken als voor de patiënt noodzakelijk)                                 |
| a.u.e.                 | ad usus externum         | voor uitwendig gebruik                                                                              |
| a.n.                   | ante noctem              | voor de nacht                                                                                       |
| b.d.d.                 | bis de die               | tweemaal daags                                                                                      |
| collut.                | collutio                 | mondspoeling                                                                                        |
| d.                     | da                       | geef, verstrek                                                                                      |
| d.c.                   | durante coenam           | tijdens de maaltijd                                                                                 |
| d.c. prohib.           | da cum prohibitione      | geef met verbod (bijvoorbeeld autorijden, bediening van machines)                                   |
| d.d.                   | de die                   | per dag                                                                                             |
| d.i.m.m.               | da in manum medici       | geef in handen van de arts                                                                          |
| d.s.                   | de septimana             | per week                                                                                            |
| d.s. monit.            | da sine monitione        | geef zonder waarschuwing                                                                            |
| d.s.p.                 | da sine prescriptione    | geef zonder bijsluiter (bijvoorbeeld bij sedativa of antipsychotica)                                |
| d.t.d.                 | da tales doses           | geef zodanige doses                                                                                 |
| f.                     | fac                      | maak                                                                                                |
| f.l.a.                 | fac lege artis           | maak volgens de regelen der kunst                                                                   |
| gtt.                   | guttae                   | druppels                                                                                            |
| i.m.m.                 | in manum medici          | (geef) in handen van de arts                                                                        |
| iter.                  | itera                    | herhaal                                                                                             |
| lin.                   | linimentum               | smeersel                                                                                            |
| m.                     | misce                    | meng                                                                                                |
| m. et v.               | mane et vespere          | 's morgens en 's avonds                                                                             |
| mane                   | mane                     | 's morgens                                                                                          |
| o.d. / o.s.            | oculus dexter / sinister | rechter- / linkeroog                                                                                |
| a.d. / a.s.            | auris dexter / sinister  | rechter- / linkeroor                                                                                |
| p.c.                   | post cenam               | na de maaltijd                                                                                      |
| q.d.d.                 | quater de die            | viermaal daags                                                                                      |
| q.s.                   | quantum sufficit         | zo veel als nodig is                                                                                |
| ℞                      | recipe                   | neem                                                                                                |
| S.                     | signa                    | schrijf (de instructie die aangeeft wat volgens de arts minimaal op het etiket vermeld moet worden) |
| subling.               | sublingualis             | onder de tong                                                                                       |
| s.n.(s.) / s. nec. sit | si necesse sit           | indien nodig, zo nodig (ook wel: z.n.)                                                              |
| supp.                  | suppositorium            | zetpil                                                                                              |
| t.d.d.                 | ter de die               | driemaal daags                                                                                      |
| u.c.                   | usus cognitus            | gebruik bekend (ook wel: g.b.)                                                                      |
| u.e.                   | usus externus            | uitwendig gebruik                                                                                   |
| vesp.                  | vespere                  | 's avonds                                                                                           |